# Jos Mous
Jos Mous of Joseph Mous (Antwerpen, 1896 - aldaar, 1968), was een Belgische schilder, tekenaar en beeldhouwer.
Jos Mous kreeg zijn opleiding aan de Antwerpse Kunstacademie en aan het Hoger Instituut van Antwerpen onder leiding van R. Baseleer. Hij schilderde de zakkensjouwers en de dokwerkers in de Antwerpse haven. Daarnaast schilderde hij de weidse landschappen met op het veld zwoegende boeren met hun paarden en werktuigen. Hij maakte ook prachtige stemmingsbeelden van de vallende avond. Naast zijn grafisch werk, was hij ook een verdienstelijk beeldhouwer. Hij kreeg  onder meer de opdracht om vijf gepolychromeerde beelden te maken voor de Congoboot Baudouinville.
In 1922 krijgt hij de Prix de Rome.
Naast zijn loopbaan als kunstenaar was hij ook actief als leraar. Van 1949 tot 1966 aan de Tekenschool, later de Academie, in Turnhout.
Mous exposeerde zowel in binnen- en buitenland en werken van hem zijn opgenomen in talrijke nationale- en internationale collecties van musea, bedrijven, instellingen en particulieren, onder meer in de afdeling 'Arbeid aan de haven' van het Museum van Antwerpen.
- RKD-Nederlands Instituut voor Kunstgeschiedenis: 92456
- Union List of Artist Names: 500168086
- Virtual International Authority File: 125396455